# Paphiopedilum appletonianum
Paphiopedilum appletonianum é uma espécie de orquídea (Orchidaceae) do Sudeste Asiático.